# 裸體午餐 (電影)
《裸體午餐》（英語：Naked Lunch）是一部由加拿大、英國和日本合拍的1991年科幻電影，改編自威廉·柏洛茲1959年的同名長篇小說，導演為大衛·柯能堡。
1991年12月27日，《裸體午餐》由20世紀福斯於美國發行；1992年4月24日於英國發行。雖然巨大的虧損使它成為票房毒藥，《裸體午餐》仍受到評論家的正面評價並獲得許多獎項，包括美國電影評論家協會最佳導演獎與7座第13屆精靈獎。如今《裸體午餐》已成為邪典電影的經典，以其超現實主義的視覺和主題元素聞名。

## 演員
- 彼得·威勒 飾 William Lee
- 茱蒂·戴維斯 飾 Joan Frost / Joan Lee
- 伊恩·霍姆 飾 Tom Frost
- 朱利安·山德斯 飾 Yves Cloquet
- 羅伊·謝德 飾 Dr. Benway
- Monique Mercure 飾 Fadela
- Nicholas Campbell 飾 Hank
- Michael Zelniker 飾 Martin
- Robert A. Silverman 飾 Hans
- Joseph Scorsiani 飾 Kiki
- Peter Boretski 飾 the Creatures (voice)
- Yuval Daniel 飾 Hafid
- John Friesen 飾 Hauser
- Sean McCann 飾 O'Brien

## 外部連結
- 互联网电影数据库（IMDb）上《裸體午餐》的资料（英文）
- Box Office Mojo上《裸體午餐》的資料（英文）
- 爛番茄上《裸體午餐》的資料（英文）
- Metacritic上《裸體午餐》的資料（英文）
- Naked Lunch: Burroughs （页面存档备份，存于） an essay by Gary Indiana at the Criterion Collection